# Box-office 2024 au Canada et aux États-Unis
Cet article traite du box-office de 2024 au Canada et aux États-Unis.

## Classement
| Rang | Titre                                      | Pays | Réalisateur(s)                | Budget en USD | Recettes      | Week-end |
| ---- | ------------------------------------------ | ---- | ----------------------------- | ------------- | ------------- | -------- |
| 1.   | Vice Versa 2                               |      | Kelsey Mann                   | 200 000 000   | 652 980 194 $ | 17 (fin) |
| 2.   | Deadpool et Wolverine                      |      | Shawn Levy                    | 200 000 000   | 636 745 858 $ | 12 (fin) |
| 3.   | Wicked                                     |      | Jon Chu                       | 145 000 000   | 473 231 120 $ | 16 (fin) |
| 4.   | Vaiana 2                                   |      | David Derrick Jr.             | 150 000 000   | 460 405 297 $ | 19 (fin) |
| 5.   | Moi, moche et méchant 4                    |      | Chris Renaud Patrick Delage   | 100 000 000   | 361 004 205 $ | 14 (fin) |
| 6.   | Beetlejuice Beetlejuice                    |      | Tim Burton                    | 100 000 000   | 294 100 435 $ | 13 (fin) |
| 7.   | Dune : Deuxième Partie                     |      | Denis Villeneuve              | 190 000 000   | 282 144 358 $ | 14 (fin) |
| 8.   | Twisters                                   |      | Lee Isaac Chung               | 200 000 000   | 267 762 265 $ | 12 (fin) |
| 9.   | Mufasa : Le Roi Lion                       |      | Barry Jenkins                 | 200 000 000   | 254 567 693 $ | 17 (fin) |
| 10.  | Sonic 3, le film                           |      | Jeff Fowler                   | 122 000 000   | 236 115 100 $ | 14 (fin) |
| 11.  | Godzilla x Kong : Le Nouvel Empire         |      | Adam Wingard                  | 135 000 000   | 196 350 016 $ | 12 (fin) |
| 12.  | Kung Fu Panda 4                            |      | Mike Mitchell Stéphanie Stine | 85 000 000    | 193 590 620 $ | 14 (fin) |
| 13.  | Bad Boys: Ride or Die                      |      | Adil El Arbi Bilall Fallah    | 100 000 000   | 193 573 217 $ | 12 (fin) |
| 14.  | Gladiator II                               |      | Ridley Scott                  | 250 000 000   | 172 438 016 $ | 7 (fin)  |
| 15.  | La Planète des singes : Le Nouveau Royaume |      | Wes Ball                      | 160 000 000   | 171 130 165 $ | 14 (fin) |
| 16.  | Jamais plus                                |      | Justin Baldoni                | 25 000 000    | 148 518 266 $ | 10 (fin) |
| 17.  | Le Robot sauvage                           |      | Chris Sanders                 | 78 000 000    | 143 901 945 $ | 15 (fin) |
| 18.  | Venom: The Last Dance                      |      | Kelly Marcel                  | 120 000 000   | 139 755 882 $ | 11 (fin) |
| 19.  | Sans un bruit : Jour 1                     |      | Michael Sarnoski              | 67 000 000    | 138 930 553 $ | 7 (fin)  |
| 20.  | SOS Fantômes : La Menace de glace          |      | Gil Kenan                     | 100 000 000   | 113 376 590 $ | 14 (fin) |
| 21.  | Blue et Compagnie                          |      | John Krasinski                | 200 000 000   | 111 149 917 $ | 10 (fin) |
| 22.  | Alien: Romulus                             |      | Fede Álvarez                  | 80 000 000    | 105 313 091 $ | 9 (fin)  |

## Box-office par semaine
| #  | Date              | Film no 1                                  | Recettes      |
| -- | ----------------- | ------------------------------------------ | ------------- |
| 1  | 5 janvier 2024    | Wonka                                      | 14 077 078 $  |
| 2  | 12 janvier 2024   | Mean Girls : Lolita malgré moi             | 28 635 307 $  |
| 3  | 19 janvier 2024   | Mean Girls : Lolita malgré moi             | 11 663 166 $  |
| 4  | 26 janvier 2024   | Mean Girls : Lolita malgré moi             | 6 902 347 $   |
| 5  | 2 février 2024    | Argylle                                    | 17 473 540 $  |
| 6  | 9 février 2024    | Argylle                                    | 6 249 360 $   |
| 7  | 16 février 2024   | Bob Marley: One Love                       | 28 659 004 $  |
| 8  | 23 février 2024   | Bob Marley: One Love                       | 13 458 354 $  |
| 9  | 1er mars 2024     | Dune : Deuxième Partie                     | 82 773 141 $  |
| 10 | 8 mars 2024       | Kung Fu Panda 4                            | 57 989 905 $  |
| 11 | 15 mars 2024      | Kung Fu Panda 4                            | 30 149 970 $  |
| 12 | 22 mars 2024      | SOS Fantômes : La Menace de glace          | 45 004 673 $  |
| 13 | 29 mars 2024      | Godzilla x Kong : Le Nouvel Empire         | 80 006 561 $  |
| 14 | 5 avril 2024      | Godzilla x Kong : Le Nouvel Empire         | 31 203 359 $  |
| 15 | 12 avril 2024     | Civil War                                  | 25 712 608 $  |
| 16 | 19 avril 2024     | Civil War                                  | 11 127 752 $  |
| 17 | 26 avril 2024     | Challengers                                | 15 011 061 $  |
| 18 | 3 mai 2024        | The Fall Guy                               | 29 682 465 $  |
| 19 | 10 mai 2024       | La Planète des singes : Le Nouveau Royaume | 58 400 788 $  |
| 20 | 17 mai 2024       | Blue et Compagnie                          | 33 715 801 $  |
| 21 | 24 mai 2024       | Furiosa : Une saga Mad Max                 | 26 326 462 $  |
| 22 | 31 mai 2024       | Garfield : Héros malgré lui                | 14 005 272 $  |
| 23 | 7 juin 2024       | Bad Boys: Ride or Die                      | 56 527 324 $  |
| 24 | 14 juin 2024      | Vice Versa 2                               | 154 201 673 $ |
| 25 | 21 juin 2024      | Vice Versa 2                               | 101 210 550 $ |
| 26 | 28 juin 2024      | Vice Versa 2                               | 57 520 208 $  |
| 27 | 5 juillet 2024    | Moi, moche et méchant 4                    | 75 009 210 $  |
| 28 | 12 juillet 2024   | Moi, moche et méchant 4                    | 43 598 695 $  |
| 29 | 19 juillet 2024   | Twisters                                   | 81 251 415 $  |
| 30 | 26 juillet 2024   | Deadpool et Wolverine                      | 211 435 291 $ |
| 31 | 3 août 2024       | Deadpool et Wolverine                      | 96 809 328 $  |
| 32 | 9 août 2024       | Deadpool et Wolverine                      | 53 774 969 $  |
| 33 | 16 août 2024      | Alien: Romulus                             | 42 003 361 $  |
| 34 | 23 août 2024      | Deadpool et Wolverine                      | 18 310 240 $  |
| 35 | 30 août 2024      | Deadpool et Wolverine                      | 19 566 129 $  |
| 36 | 6 septembre 2024  | Beetlejuice Beetlejuice                    | 111 003 345 $ |
| 37 | 13 septembre 2024 | Beetlejuice Beetlejuice                    | 51 350 355 $  |
| 38 | 20 septembre 2024 | Beetlejuice Beetlejuice                    | 25 937 144 $  |
| 39 | 27 septembre 2024 | Le Robot sauvage                           | 35 790 150 $  |
| 40 | 4 octobre 2024    | Joker : Folie à Deux                       | 37 678 467 $  |
| 41 | 11 octobre 2024   | Terrifier 3                                | 14 117 291 $  |
| 42 | 18 octobre 2024   | Smile 2                                    | 23 021 692 $  |
| 43 | 25 octobre 2024   | Venom: The Last Dance                      | 51 012 404 $  |
| 44 | 1er novembre 2024 | Venom: The Last Dance                      | 25 902 766 $  |
| 45 | 8 novembre 2024   | Venom: The Last Dance                      | 16 226 000 $  |
| 46 | 15 novembre 2024  | Red One                                    | 32 106 112 $  |
| 47 | 22 novembre 2024  | Wicked                                     | 112 508 890 $ |
| 48 | 29 novembre 2024  | Vaiana 2                                   | 139 787 385 $ |
| 49 | 6 décembre 2024   | Vaiana 2                                   | 51 287 053 $  |
| 50 | 13 décembre 2024  | Vaiana 2                                   | 26 499 368 $  |
| 51 | 20 décembre 2024  | Sonic 3, le film                           | 60 102 146 $  |
| 52 | 27 décembre 2024  | Sonic 3, le film                           | 37 010 506 $  |